# Спортивный мат

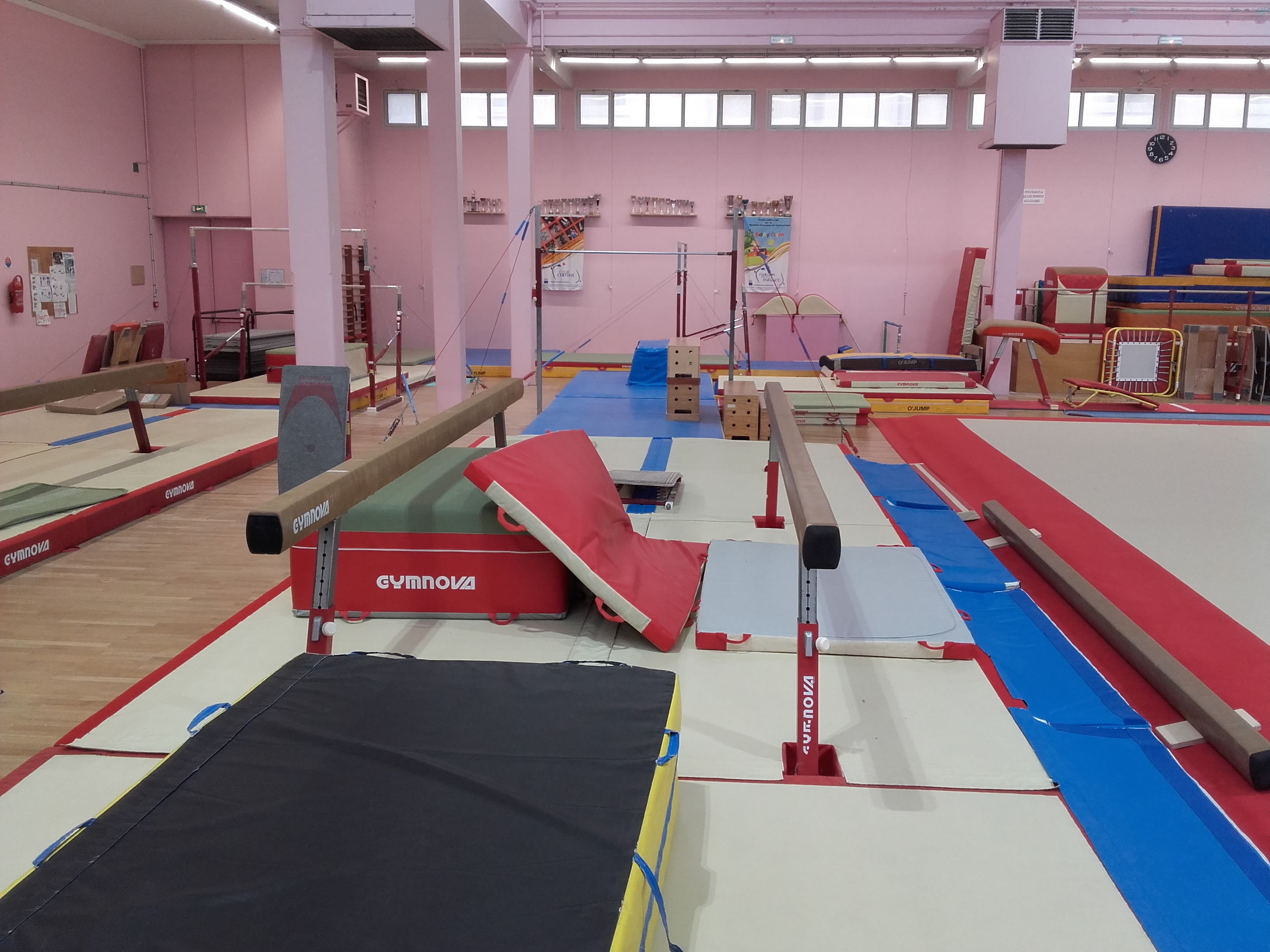
Гимнастические маты

Спорти́вный мат (голл., англ. mat, от лат. matta — циновка, рогожа) — мягкая подстилка для защиты людей от жёстких ударов о пол во время занятий физкультурой и спортом.
Спортивные маты часто производятся в виде отдельных секций, из которых при желании можно собрать составное покрытие нужного размера. Гимнастические маты имеют внешние чехлы из текстовинита и снабжаются по бокам четырьмя ручками для переноски. Как правило, они имеют размеры 1800 × 1200 × 80 мм. Стандартные габариты борцовских матов — 2000 × 1000 × 80 мм. Акробатические маты выпускаются в трёх размерах: № 1 — 5000 × 2000 × 50 мм, № 2 — 9000 × 2000 × 50 мм, № 3 — 15000 × 2000 × 50 мм. Они имеют чехол, который фиксируется завязками и прикрывает только с внешней стороны.